# Łagodzenie bólu porodowego
Łagodzenie bólu porodowego – jest to szereg sposobów pomagających kobiecie zminimalizować odczuwanie bólu porodowego. Ich drugorzędnym celem jest wspieranie przebiegu porodu oraz usuwanie czynników wpływających negatywnie na hormonalny mechanizm kierujący porodem. Wszelkie działania mają za zadanie doprowadzić do rozluźnienia i zmniejszenia napięcia, które potęguje ból.

## Metody farmakologiczne
Do najpopularniejszych metod farmakologicznego łagodzenia bólu porodowego zalicza się:
- opioidy - wstrzykiwane domięśniowo, czasami łączy się je ze znieczuleniem; mają one krótkotrwałe działanie, lecz mogą powodować skutki uboczne takie jak nudności czy swędzenie;
- znieczulenie zewnątrzoponowe i znieczulenie podpajęczynówkowe - przeważnie są to zabiegi jednorazowe, jednak w razie konieczności można je ponawiać; znieczulenie zewnątrzoponowe działa po 10-20 minutach od zaaplikowania;
- znieczulenie lokalne nerwu sromowego – używane tuż zanim główka dziecka zacznie być widoczna;
- znieczulenie wziewne – mogą wystąpić efekty uboczne, takie jak wymioty, nudności i zawroty głowy.

## Cechy niefarmakologicznego łagodzenia bólu porodowego
- brak długotrwałego negatywnego wpływu na matkę i dziecko
- działają tylko w chwili ich stosowania
- nie wymagają skomplikowanej aparatury
- kobieta jest przytomna, zdolna do współpracy z położną
- nie zakłócają kontaktu matki z dzieckiem po porodzie[1]

## Metody niefarmakologiczne
W przeglądzie systematycznym Cochrane Collaboration z 2012 roku stwierdzono, iż istnieją argumenty (przeważnie ograniczone do pojedynczych badań) za skutecznością zanurzenia w wodzie, relaksacji, akupunktury i masażu. Nie ma badań potwierdzających skuteczność hipnozy, biofeedbacku, wstrzykiwania sterylnej wody, aromaterapii oraz TENS.

### Obecność osoby bliskiej
Za osobę bliską uznaje się – małżonka, krewnego lub powinowatego do drugiego stopnia w linii prostej, przedstawiciela ustawowego, osobę pozostającą we wspólnym pożyciu lub inną osobę wskazaną przez rodzącą. Osoba bliska poprzez wsparcie emocjonalne i reagowanie na potrzeby rodzącej pomaga zmniejszyć napięcie wywołane nową sytuacją, w której znalazła się kobieta, a tym samym obniża odczuwanie bólu. Panie, które uzyskały stałe wsparcie w trakcie porodu rzadziej korzystały z farmakologicznych metod znieczulenia porodu, rzadziej miały cesarskie cięcie, poród zabiegowy, natomiast częściej odczuwały satysfakcję z porodu.

### Przezskórna stymulacja nerwówTENS(transcutaneous electrical nerve stimulation)
Jest to przezskórna stymulacja nerwów pobudzanych prądem o małym, regulowanym natężeniu i zmiennej częstotliwości za pośrednictwem 4 samoprzylepnych elektrod umieszczanych w linii środkowej pleców w odległości 4-5 cm od osi kręgosłupa. Pierwsza parę umieszcza się w okolicy dolnych kręgów piersiowych i górnych lędźwiowych (Th10-L1), drugą – w okolicy kości krzyżowej (S2‑S4). Rodząca sama reguluje natężenie i częstotliwość impulsów według swoich potrzeb. TENS zalecany jest przede wszystkim przy bólach okolicy kości krzyżowej oraz w pierwszym okresie porodu.

### Psychoprofilaktyka porodowa
Jest to sposób edukacji przyszłej matki. Głównie opiera się na naturalnej interpretacji doznań towarzyszących jej podczas ciąży i porodu. Nauka ukierunkowana jest całkowicie na zmianę stylu myślenia: z myślenia o sobie na myślenie o dziecku. Równocześnie opanowywana jest całkowita kontrola nad własnym ciałem. Kobieta nabywa również umiejętności z zakresu technik relaksacyjnych. Właściwe zastosowanie zdobytej wcześniej wiedzy najczęściej przydatne jest we wczesnych stadiach porodu. Rodząca jest w stanie całkowicie „wyłączyć” lub zmniejszyć ból porodowy. Stwierdzono, że odpowiednio wdrożona psychoprofilaktyka porodowa redukuje odsetek porodów zabiegowych oraz znieczuleń zewnątrzoponowych.

### Kinezyterapia wertykalna
Kinezyterapia wertykalna pozwala rodzącej na instynktowne przybieranie dogodnej pozycji ciała - przynoszącą największą ulgę w bólu. Korzyściami płynącymi z częstych zmian pozycji może być zwiększona intensywność i regularność skurczów macicy, a ponadto mniejsze dolegliwości bólowe, ułatwione oddychanie wpływające na dotlenienie dziecka oraz zmniejszenie ryzyka urazu kanału rodnego.

### Immersja wodna
Woda posiada kojące i łagodzące ból właściwości. Imersja wodna zalecana jest w okresie rozwierania się szyjki macicy z towarzyszącym silnym bólu brzucha i odcinka krzyżowego. Należy polewać brzuch i okolicę kości krzyżowej wodą w temperaturze od 34°C do 37°C stopni nie dłużej niż 30 minut. Woda niweluje napięcia nerwowo-mięśniowe oraz sprzyja rozwieraniu szyjki macicy oraz mięśni krocza i dna miednicy.

### Masaż
Oddziałuje na tkankę miękką, mięśnie i więzadła. Stymuluje krążenie, pracę układu nerwowego, zmniejsza ciśnienie krwi, uśmierza ból i rozluźnia napięcie mięśni. Wyróżnia się wiele rodzai masażu polegających na głaskaniu, opukiwaniu, uciskaniu, ugniataniu. Najczęściej stymulowanymi miejscami podczas masażu stosowanego w trakcie porodu są punkty znajdujące się 1,5 cm na bocznej krawędzi kolca biodrowego tylnego górnego oraz punkty spustowe znajdujące się na zewnętrznych krawędziach kości krzyżowej. 

### Muzykoterapia
Zastosowanie muzykoterapii podczas porodu powoduje zwiększenie progu bólowego. Zmniejsza napięcie psychofizyczne, czego efektem jest łatwiejsza koncentracja. Ponadto poprawia wentylację płuc, przez co skraca pierwszy okres porodu o mniej więcej 2 godziny. Normalizuje ciśnienie krwi, mobilizuje i pomaga w koncentracji. Muzyka powinna być zgodna z preferencjami rodzącej. Tempo muzyki powinno być zbliżone do akcji serca. Podczas pierwszego okresu porodu zalecana jest muzyka o działaniu uspokajającym, natomiast podczas drugiego zachęcająca do wysiłku i aktywizująca siły.

### Aromaterapia
Jest to metoda wykorzystująca przeciwbólowe właściwości aromatów roślinnych. Olejki eteryczne wprowadza się przez skórę podczas okładów, masażu lub przez rozpylenie aromatu w pomieszczeniu. Należy używać naturalnych niealergizujących aromatów roślinnych (olejek cytrynowy, z melisy, lawendy, majeranku) w odpowiednim rozcieńczeniu. Zastosowanie odpowiednich aromatów podczas akcji porodowej, szczególnie takich o działaniu relaksacyjnym i odprężającym, wpływa na zrównoważenie emocji, co pomaga zniwelować ból i zbędne napięcie.